# Saison 4 de Young and Hungry
Chronologie
Saison 3 Saison 5
Cet article est le guide des épisodes de la quatrième saison de la série télévisée Young and Hungry.

## Synopsis
Un riche et jeune entrepreneur de San Francisco, Josh Kaminski, engage une blogueuse culinaire, Gabi Diamond, afin qu'elle devienne sa chef personnelle. Prête à tout pour garder son emploi, Gabi doit montrer ses compétences à Josh ainsi qu'à son bras-droit, Elliot Park. Gabi est entourée de sa meilleure amie Sofia Rodriguez mais aussi par Yolanda, l'intendante de Josh.

## Distribution

### Acteurs principaux
- Emily Osment : Gabi Diamond
- Jonathan Sadowski : Josh Kaminski
- Rex Lee : Elliot Park
- Aimee Carrero : Sofia Rodriguez
- Kym Whitley (en) : Yolanda

### Acteurs récurrents
- Bryan Safi : Alan
- Jayson Blair : Jake Kaminski

### Invités
- Tyler Ritter (en) : Adam (épisode 1)
- Giada De Laurentiis (en) : elle-même (épisode 3)
- Paul Dooley : Mr. Fancy (épisode 4)
- Steve Talley : Kendrick[1] (épisode 8)
- Ryan Pinkston (en) : Leo[1] (épisode 8)

## Liste des épisodes

### Épisode 1: Titre français inconnu (Young & Hawaii)
- États-Unis : 534 000 téléspectateurs[4] (première diffusion)

### Épisode 2: Titre français inconnu (Young & Hurricane)
- États-Unis : 558 000 téléspectateurs[5] (première diffusion)

### Épisode 3: Titre français inconnu (Young & Fried)
- États-Unis : 645 000 téléspectateurs[6] (première diffusion)

### Épisode 4: Titre français inconnu (Young & Piggy)
- États-Unis : 632 000 téléspectateurs[7] (première diffusion)

### Épisode 5: Titre français inconnu (Young & Fostered)
- États-Unis : 515 000 téléspectateurs[8] (première diffusion)

### Épisode 6: Titre français inconnu (Young & Assistant)
- États-Unis : 564 000 téléspectateurs[9] (première diffusion)

### Épisode 7: Titre français inconnu (Young & Bowling)
- États-Unis : 569 000 téléspectateurs[10] (première diffusion)

### Épisode 8: Titre français inconnu (Young & Sofia)
- États-Unis : 438 000 téléspectateurs[11] (première diffusion)

### Épisode 9: Titre français inconnu (Young & Matched)
- États-Unis : 511 000 téléspectateurs[13] (première diffusion)

### Épisode 10: Titre français inconnu (Young & Screwed)
- États-Unis : 529 000 téléspectateurs[14] (première diffusion)